# Monasterio de Santa Clara (Medina de Pomar)
El monasterio de Santa Clara es un conjunto religioso-monumental situado en la ciudad de Medina de Pomar (Burgos). Ubicado al sur de la ciudad, junto al antiguo Hospital de la Vera Cruz (hoy hospedería) y cerca de la ermita de San Millán, en su interior alberga una iglesia, el panteón familiar de los Velasco y el Museo de los Condestables. Asimismo, dispone de una acogedora hospedería y salas de reuniones. Durante sus siete siglos de historia ha sido habitado por una comunidad de Clarisas, dedicadas al trabajo y la oración.

### Historia
Fue fundado por Sancho Sánchez de Velasco (Adelantado Mayor de Alfonso XI), y su esposa Doña Sancha García, según escritura otorgada en Baeza (Jaén), el 11 de enero de 1313. Asimismo ordenaron que “veinticuatro dueñas de velo prieto”, es decir, veinticuatro monjas de velo negro, debían regir el monasterio, ampliándose más tarde el número a treinta, debido al testamento de Doña Sancha, fallecida en 1321. Su esposo, que había fallecido en 1315, fue el primer miembro de los Velasco en ser sepultado ahí. A lo largo de los siglos todos los miembros de los Velasco, a excepción del primer Condestable, recibieron sepultura en él. Tras la reforma del presbiterio, en el siglo XVII, los restos fueron sacados de la cripta y colocados en los muros.
El 2 de abril de 1992 fue declarado BIC (Bien de Interés Cultural) en categoría de Monumento. En el 2013 cumplió su VII centenario, año en el que se remodelaron e inauguraron nuevos espacios museísticos. En 2017 fueron inauguradas las dependencias del antiguo Hospital de la Vera Cruz, convertidas en hospedería.

### Iglesia
La iglesia, bajo la advocación de Santa Clara, es uno de los espacios más importantes de este monasterio. Es de una sola nave y está dividida en capillas laterales. Aunque se trata de un edificio gótico, del siglo XIV, es visible el uso de otros estilos para las ampliaciones realizadas posteriormente. 
El altar mayor posee tres retablos bañados en oro de estilo rococó. Del central llama la atención un tabernáculo que se compone de un artístico relicario, en las que se enmarca el “Manifestador de la Paloma”. La apertura de este mecanismo, de forma manual, solo ocurre en cuatro ocasiones al año: 11 de agosto (festividad de Santa Clara), Jueves Santo, Corpus Christi y en la Noche en Blanco (fiesta turística en la que se abren los museos y edificios de la localidad durante la noche y de forma gratuita).

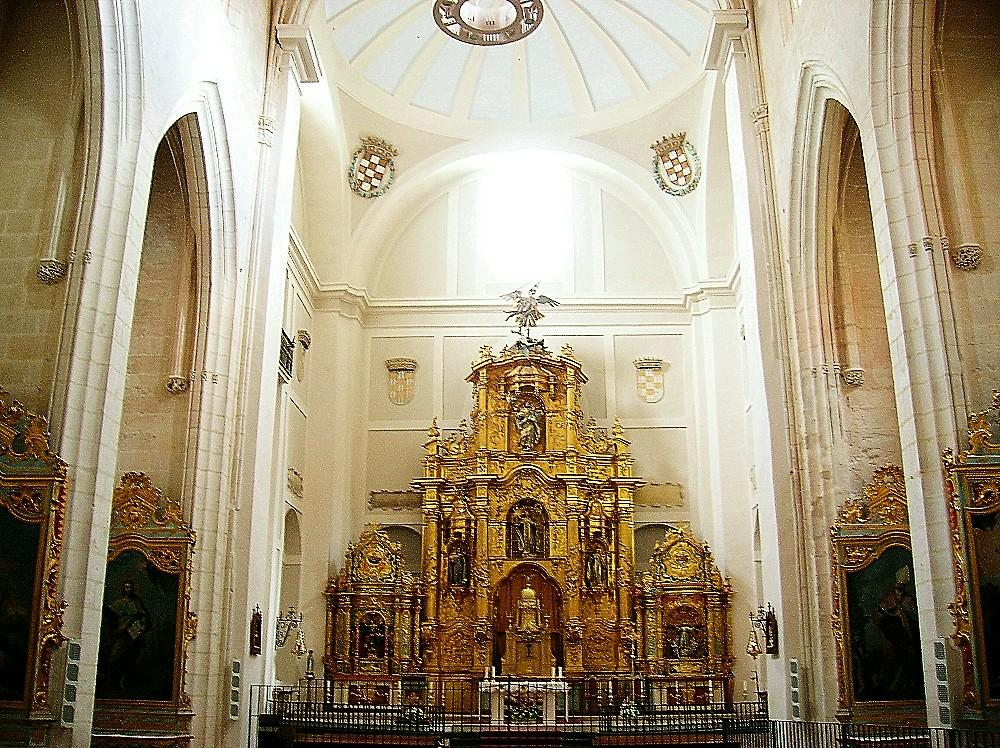
Interior de la iglesia

Dentro de la iglesia, la dependencia que más destaca es la Capilla de la Concepción. Considerada como una de las capillas más destacadas de este tipo que existen en España, fue edificada en el siglo XVI, a semejanza de la Capilla de los Condestables de la Catedral de Burgos. Es en esta capilla de la catedral donde reposan los restos del primer condestable y su esposa, siendo los únicos Velasco que no fueron enterrados en este monasterio.
Dentro de esta capilla, a la cual se accede por una reja, atribuida al estudio de Cristóbal de Andino, se encuentra la sacristía, que posee una bella bóveda estrellada y un suelo de guijas muy original.
Otro de los rincones a destacar es el frente del coro, donde está el mausoleo del tercer Condestable, Iñigo Fernández de Velasco, y su esposa María de Tovar con los escudos de la familia presidiendo el monumento.
El coro alto, está ubicado en una sola nave. Está cubierto por tres bóvedas de crucería compuesta y adornos de madera policromada en sus claves.

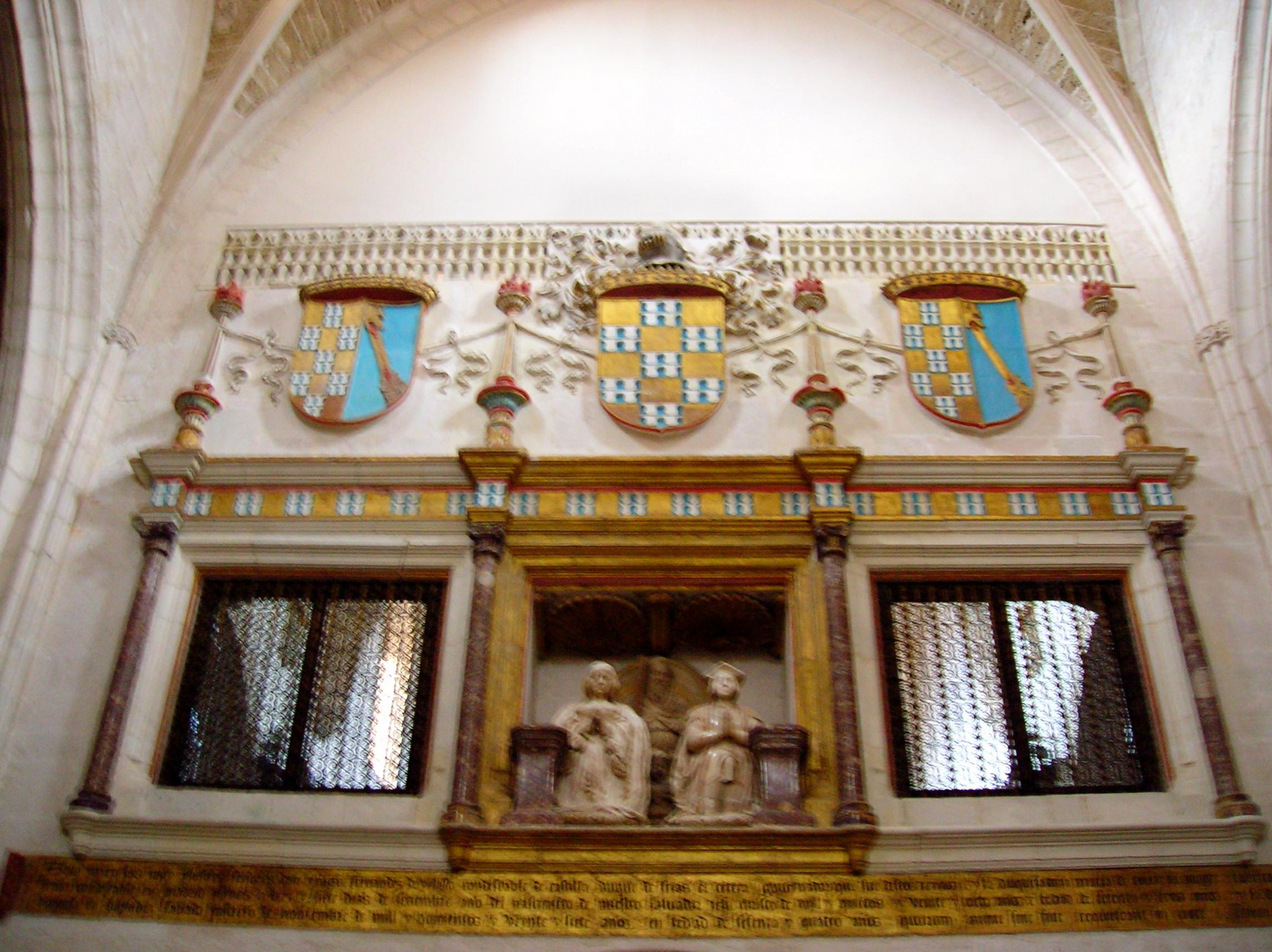
Monumento funerario de los Velasco en la iglesia del monasterio

### Museo de los Condestables
Está situado en lo que una vez fue la cripta o el pudridero. En él se enseñan las obras de arte y reliquias del monasterio, la mayoría donadas por la familia Fernández de Velasco, benefactores-patronos del monasterio en el pasado. El proyecto museístico desarrollado en 2013, ha incorporado nuevas tecnologías, ha sido realizado por el arquitecto Jesús Castillo Oli y ha contado con el apoyo de la Junta de Castilla y León y la Fundación Santa María la Real de Aguilar de Campoo. Muchas de sus piezas han participados en diferentes ediciones de la exposición Las Edades del Hombre. Entre las obras sobresale un Cristo yacente obra de Gregorio Fernández realizada en torno a 1623 y considerado como una de las cinco mejores obras del autor y un ejemplo único de escultura barroca.
Digna de ver es una alfombra mudéjar del siglo XIV. También son reseñables varias tablas flamencas, especialmente La Adoración de los Reyes Magos pintada por Hans Memling, durante el último tercio del siglo XV o La Sagrada Familia con Santa Ana (1604), de Hendrick de Clerck. También es notable el Cristo de Lepanto, uno de los tres crucifijos tallados en marfil en 1571 que el papa Pío V entregó a cada nación que luchó en la batalla de Lepanto; además de variados cálices y joyería.